# Mémorial Holodomor (Washington, D.C.)
Le mémorial Holodomor aux victimes de la famine-génocide de 1932-1933 en Ukraine, en forme abrégée "mémorial Holodomor",  a été inauguré à Washington le 7 novembre 2015,. Situé à l'intersection de North Capitol Street, Massachusetts Avenue, et F Street NW, le mémorial a été construit par le service des  parcs nationaux et le gouvernement ukrainien pour honorer les victimes de la famine ukrainienne de 1932-1933 et informer le public américain. Le Congrès a approuvé la création du mémorial Holodomor en 2006. La sculpture représente un champ de blé dont les épis disparaissent graduellement quand on la regarde de gauche à droite.